# أتورفاستاتين
أتورفاستاتين (بالإنجليزية: Atorvastatin)‏ هو أحد أهم الأدوية المستخدمة حاليا واكثرها إيرادا حيث حقق مجموع مبيعات مقدارها 12,4 مليار دولار أمريكي خلال عام 2008 لشركة فايزر المنتجة له تحت اسم ليبيتور (Lipitor) .
.
,
أصبح أتورفاستاتين بصفة عامة متاح في الولايات المتحدة، وتم تصنيعه في البداية فقط من قبل شركات الادوية الجنيسة واتسون للادوية والهندية مختبرات رانباكسي. كما ان الأسعار للإصدار مايو عام 2012 لا تصل إلى مستوى الأدوية البديلة الأخرى ب 10- دولار في العرض أو أقل لمدة شهر حتى تمكنوا من توريد الدواء وغيرها من الشركات المصنعة
.

## الاستعمال الطبي
أتورفاستاتين ينتمي إلى مجموعة الستاتين (أو مثبطات إنزيم HMG-CoA) وهي ادوية مخفضة للكوليسترول .
بالإضافة إلي التنظيم الغذائي لعلاج ارتفاع الكوليسترول والدهون الثلاثية في الدم.
كما يستخدم للوقاية من الجلطات لدي مرضي ارتفاع الكوليسرول في الدم وللتقليل من احتمال الوفاة نتيجة اسباب متعلقة بالقلب.

### عسر شحميات الدم
هو الارتفاع في نسبة الدهون في الدم والذي عادة يكون بسبب النظام الغذائي الذي يتبعه الشخص وفي بعض الاحيان بسبب الارتفاع المستمر للإنسولين في الدم الذي قد يؤدي إلى الدسلبيديميا
- ارتفاع الكولسترول [5]

### مرض القلب والأوعية الدموية
- الوقاية الثانوية لدى الأشخاص الذين يعانون من مرض القلب وعوامل الخطورة المتعددة للالذبحة القلبية، السكتة الدماغية، النوبة القلبية غير المستقرة

التي تنتج من الإصابة بداء القلب الاقفاري عن تناقص تدفق الدم في واحد أو أكثر من الأوعية الدموية المُغذية للقلب مما يتسبب في نقص تركيز الاكسجين المُغذي لعضلة القلب، ويرتبط اقفار عضلة القلب بالانسداد الجزئي أو الكلي للشرايين التاجية . وإعادة تكوين الأوعية [الإنجليزية]
ويتوفر أتورفاستاتين بجرعات مختلفة (10 ملغ، 20 ملغ، 40 ملغ).

## موانع الاستعمال
- الحساسية للدواء أو مشتقاته.
- أمراض في الكبد أو أرتفاع في إنزيمات الكبد.
- الحمل.
- يستخدم بحذر: للمرضي الذين لديهم تاريخ مرضي بأمراض ف الكبد أو من يشربون الكحوليات بكثرة.[10]

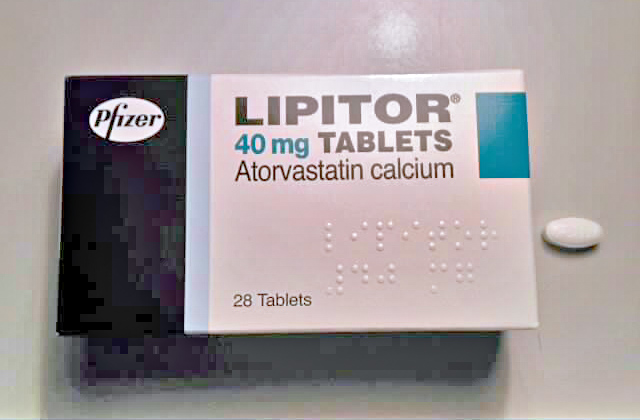
علبة اقراص من أتورفاستاتين شركة (ليبيتور)(Lipitor) جرعة 40mg

## التفاعلات الدوائية
- الأدوية التالية يمكن أن تزيد من الأثار الجانبية للدواء بشكل خطير: كلاريثروميسين، سيكلوسبورين، دلتيازيم، أريثروميسين، فلوفوكسامين، أريثروميسين، فلوكونازول، إتراكونازول، كيتوكونازول، ميكونازول، كلوفيبريت، فينوفيبريت، جمفيبروزيل، والنياسين، وفيراباميل) لذا يجب تجنب أستعمالها.
- الآثار الجانبية للدواء ليفوثيروكسين يمكن أن تزيد إذا أستعمل في نفس الوقت مع الدواء.
- الدواء يمكن أن يزيد من تركيز الديجوكسين والإثينيل أسترادايول( أقراص منع الحمل) في الدم.
- أدوية الحموضة يمكن أن تقلل من تركيز الدواء في الدم.
- الطعام: عصير الجريب فروت يمكن أن يزيد من تركيز الدواء في الدم لذا يجب تجنبه.
- الأعشاب: عشبة سان جون يمكن أن تقلل من تأثير الدواء.

## قراءات اضافية
- "Highlights of prescribing information". Lipitor (atorvastatin calcium) Tablets for oral administration. Pfizer. 1 يونيو 2009. مؤرشف من الأصل (pdf) في 2019-06-03. اطلع عليه بتاريخ 2011-10-26.
- Maggon K (2005). "Best-selling human medicines 2002-2004". Drug Discov. Today. ج. 10 ع. 11: 739–42. DOI:10.1016/S1359-6446(05)03468-9. PMID:15922927. {{استشهاد بدورية محكمة}}: الوسيط غير المعروف |شهر= تم تجاهله يقترح استخدام |تاريخ= (مساعدة)
- Roth BD (2002). "The discovery and development of atorvastatin, a potent novel hypolipidemic agent". Prog Med Chem. Progress in Medicinal Chemistry. ج. 40: 1–22. DOI:10.1016/S0079-6468(08)70080-8. ISBN:978-0-444-51054-9. PMID:12516521.
- Simons J (20 يناير 2003). "The $10 Billion Pill Hold the fries, please. Lipitor, the cholesterol-lowering drug, has become the bestselling pharmaceutical in history. Here's how Pfizer did it". Fortune. مؤرشف من الأصل في 2019-09-15. اطلع عليه بتاريخ 2011-10-26.
- Winslow R (24 يناير 2000). "The Birth of a Blockbuster: Lipitor's Route out of the Lab". وول ستريت جورنال. مؤرشف من الأصل في 2013-09-05. اطلع عليه بتاريخ 2011-10-26.
- "Ann Arbor chemist wins national award for drug discovery". ScienceBlog. American Chemical Society. 1 مارس 2003. مؤرشف من الأصل في 2018-09-20. اطلع عليه بتاريخ 2011-10-26.
- Rowe A (20 أغسطس 2008). "Meet the Guy Who Invented Lipitor". Wired Science. Wired.com. مؤرشف من الأصل في 2009-04-10. اطلع عليه بتاريخ 2011-10-26.
- Bernstein M (16 أغسطس 2008). "Chemical Society To Honor 'Heroes Of Chemistry' During National Meeting". Medical News Today. مؤرشف من الأصل في 2009-07-03. اطلع عليه بتاريخ 2011-10-26.
- He L (27 سبتمبر 2003). "Bruce D. Roth, Pfizer Inc, USA". Chinese Academy of Sciences·Institute of Process Engineering. مؤرشف من الأصل في 2019-12-08. اطلع عليه بتاريخ 2011-10-26.

## وصلات خارجية
- Atorvastatin bound to proteins in the PDB
- Lipitor.com – manufacturer's site
- MedlinePlus Drug information: Atorvastatin (Systemic) – information from USP DI Advice for the Patient
- U.S. National Library of Medicine: Drug Information Portal - Atorvastatin